# Cmentarz wojenny z I wojny światowej w Hucisku
Cmentarz wojenny z I wojny światowej w Hucisku – zabytkowy cmentarz z okresu I wojny światowej, znajduje się w gminie Harasiuki, powiat niżańskim, usytuowany jest poza miejscowością, na polu na południe od wsi, przy drodze z Krzeszowa do Biłgoraja. Zarządcą cmentarza jest Urząd Gminy w Harasiukach, a opieką zajmuje się Publiczna Szkoła Podstawowa w Hucisku.
Na cmentarzu pochowano bliżej nieznaną liczbę żołnierzy rosyjskich poległych w 1914 i 1915 roku w bojach na linii Sanu. W latach 1993-1994 cmentarz uporządkowano, obecnie znajdują się na nim 24 mogiły.